# Hypolycaena capella
Hypolycaena capella är en fjärilsart som beskrevs av Hans Fruhstorfer 1912. Hypolycaena capella ingår i släktet Hypolycaena och familjen juvelvingar. Inga underarter finns listade i Catalogue of Life.